# Provincia de Higo
Higo (肥後国; Higo no kuni) fue una antigua provincia de Japón, en la zona que actualmente constituye la prefectura de Kumamoto, en la isla Kyūshū. Higo limitaba con las provincias de Chikugo, Bungo, Hyūga, Ōsumi y Satsuma.
El castillo de Higo se encontraba normalmente en la ciudad de Kumamoto. Durante el Periodo Muromachi, Higo perteneció al clan Kikuchi, que fue desposeído durante el periodo Sengoku, siendo ocupada la provincia por señores vecinos, incluyendo al Clan Shimazu de la provincia de Satsuma. Posteriormente, Toyotomi Hideyoshi invadió la isla Kyūshū y otorgó Higo a sus sirvientes, primero a Sasa Narimasa y posteriormente a Katō Kiyomasa. Los Katō fueron despojados de sus tierras, y la región fue dada al clan Hosokawa.
Durante el periodo Sengoku, Higo fue un importante centro del cristianismo en Japón. Es también el lugar donde el legendario samurái Miyamoto Musashi residió, por invitación del daimyō Hosokawa, mientras completaba su obra El libro de los cinco anillos.